# Mihály Hesz
Mihály Hesz (Nógrád, 15 de diciembre de 1943) es un deportista húngaro que compitió en piragüismo en la modalidad de aguas tranquilas.
Participó en dos Juegos Olímpicos de Verano en los años 1964 y 1968, obteniendo dos medallas, plata en Tokio 1964 y oro en México 1968. Ganó seis medallas en el Campeonato Mundial de Piragüismo entre los años 1963 y 1971, y cinco medallas en el Campeonato Europeo de Piragüismo entre los años 1963 y 1969.

## Palmarés internacional
| Juegos Olímpicos   | Juegos Olímpicos          | Juegos Olímpicos  | Juegos Olímpicos |
| Año                | Lugar                     | Medalla           | Competición      |
| ------------------ | ------------------------- | ----------------- | ---------------- |
| 1964               | Tokio (Japón)             | Medalla de plata  | K1 1000 m        |
| 1968               | Ciudad de México (México) | Medalla de oro    | K1 1000 m        |
| Campeonato Mundial |                           |                   |                  |
| Año                | Lugar                     | Medalla           | Competición      |
| 1963               | Jajce (Yugoslavia)        | Medalla de bronce | K1 10 000 m      |
| 1966               | Berlín Oriental (RDA)     | Medalla de oro    | K1 10 000 m      |
| 1966               | Berlín Oriental (RDA)     | Medalla de plata  | K1 4 × 500 m     |
| 1970               | Copenhague (Dinamarca)    | Medalla de bronce | K1 4 × 500 m     |
| 1971               | Belgrado (Yugoslavia)     | Medalla de bronce | K1 500 m         |
| 1971               | Belgrado (Yugoslavia)     | Medalla de oro    | K1 4 × 500 m     |
| Campeonato Europeo |                           |                   |                  |
| Año                | Lugar                     | Medalla           | Competición      |
| 1963               | Jajce (Yugoslavia)        | Medalla de bronce | K1 10 000 m      |
| 1965               | Bucarest (Rumania)        | Medalla de plata  | K1 10 000 m      |
| 1965               | Bucarest (Rumania)        | Medalla de bronce | K1 4 × 500 m     |
| 1967               | Duisburgo (RFA)           | Medalla de bronce | K1 1000 m        |
| 1969               | Moscú (URSS)              | Medalla de bronce | K1 4 × 500 m     |